# Culinária de Minas Gerais
A culinária Mineira talvez seja a mais importante culinária brasileira, por ser um reflexo histórico e cultural de todo o Brasil. Reconhecida como um dos pilares da gastronomia brasileira e eleita uma das 30 melhores do mundo, é extremamente rica e diversificada, fruto de um complexo processo histórico de fusão entre as culturas indígena, africana e europeia, especialmente portuguesa. Esse processo teve início no século XVIII, quando a região ganhou destaque com o ciclo do ouro. A culinária mineira se destaca pelo uso criativo de ingredientes locais, como a mandioca, o milho, o leite, e as carnes de porco e boi, que refletem as práticas alimentares dos povos que compõem a base populacional do estado.
A partir do século XVIII, a visibilidade da região de Minas Gerais passou a deixar marcas na culinária nacional. Os variados e criativos usos de ingredientes como a mandioca e seus derivados, o milho, o leite, os tubérculos e folhagens, bem como as carnes de porco e boi, fazem partes de receitas passadas de geração à geração e que adentraram o século XIX e chegaram à nossa contemporaneidade. A proximidade de regiões (Goiás, São Paulo, Bahia, Espírito Santo e Rio de Janeiro) com tradições gastronômicas peculiares apenas reforçaram os sabores da culinária mineira, tornando-a uma referência histórica que funde hábitos e ingredientes europeus, indígenas e africanos.
Importante destacar que a culinária mineira traz elementos que apontam para a diversidade local iniciada, ainda, com o primeiro adentramento dos exploradores de ouro. Portugueses, negros e indígenas passaram a compartilhar hábitos e ingredientes, até então singulares, que, ao longo do tempo, enraizaram uma cultura gastronômica única e que valorizava, cada vez mais, o regionalismo.
A partir do século XVIII, a visibilidade da região de Minas Gerais passou a deixar marcas na culinária nacional. Os variados e criativos usos de ingredientes como a mandioca e seus derivados, o milho, o leite, os tubérculos e folhagens, bem como as carnes de porco e boi, fazem partes de receitas passadas de geração à geração e que adentraram o século XIX e chegaram à nossa contemporaneidade. A proximidade de regiões (Goiás, São Paulo, Bahia, Espírito Santo e Rio de Janeiro) com tradições gastronômicas peculiares apenas reforçaram os sabores da culinária mineira, tornando-a uma referência histórica que funde hábitos e ingredientes europeus, indígenas e africanos.

## História
A culinária mineira se originou no período colonial brasileiro e continua evoluindo até hoje tendo como base principal a miscigenação cultural entre indígenas, africanos e portugueses. Após o século XIX a esta fusão se soma a grande chegada de italianos e outros povos enriquecendo ainda mais os sabores e técnicas culinárias adotadas pelos mineiros, com uma ainda maior diversidade de ingredientes e métodos de preparo. A mistura das tradições adaptadas ao longo dos anos com ingredientes locais, resultou em uma das cozinhas mais distintas e reconhecidas do hoje. É um exemplo vívido de como a alimentação é um reflexo da história e da cultura de um povo.

### Influência portuguesa
Com a chegada dos portugueses em Minas Gerais, diversos aspectos da culinária lusitana foram incorporados à gastronomia local. Entre as práticas alimentares introduzidas, destacam-se o uso de azeite e vinho no preparo de variados pratos, além da introdução de carnes suína e bovina. A influência da confeitaria portuguesa é particularmente significativa, sendo conhecida por seus doces ricos em ovos. Pratos como a "ambrosia" (um doce feito com leite e ovos), o "doce de leite" (preparado pela redução de leite com açúcar), as diversas "compotas de frutas", o "pudim" (um doce cremoso à base de leite e ovos) e a ampla variedade de "queijos" mineiros, com técnicas oriundas de Portugal, são exemplos notáveis dessa herança culinária. Estes pratos e produtos não só se tornaram populares, mas também desempenharam um papel fundamental na formação da identidade da culinária mineira.

### Outras influências europeias
Além da influência portuguesa, a culinária mineira recebeu contribuições significativas de outras culturas europeias. A influência inglesa, por exemplo, pode ser vista na adaptação do "Christmas Cake" inglês para o "bolo queca", uma versão regionalizada do tradicional bolo de Natal britânico. Esse bolo, com sua mistura rica de frutas cristalizadas e castanhas, tornou-se uma tradição em Nova Lima, refletindo a herança culinária deixada pelos ingleses durante a exploração do ouro na região.
Os imigrantes italianos, que chegaram a Minas Gerais com mais força entre 1894 e 1901, também deixaram um legado evidente. A presença de pizzarias tradicionais, a produção de mangada (uma espécie de geleia de manga), e a variedade de pastas e gelatos com sabores regionalizados são testemunhos dessa influência. Além disso, a culinária mineira é frequentemente comparada à francesa, devido ao uso de técnicas e equipamentos culinários similares introduzidos no século 19. Pratos como tortellini recheado de guisado da roça com acompanhamento de bechamel de feijão e crocante de bacon são exemplos da fusão ítalo-mineira na gastronomia.

### Influência indígena
Os Tupinambás e os Guaranis, que foram os primeiros habitantes da região, introduziram ingredientes fundamentais como o milho e a mandioca, que se tornaram a base de inúmeros pratos típicos mineiros como o icônico pão de queijo, uma adaptação da receita indígena de pão de milho, enquanto o angu reflete a utilização tradicional da mandioca. Essa influência indígena vai além dos ingredientes e se reflete na simplicidade e na essência da culinária mineira, uma característica herdada das tribos que originalmente habitavam a região.
A paçoca, em particular, é um exemplo marcante dessa influência. O nome vem do termo tupi "pa'soka", que significa "esmagar com as mãos", descrevendo o método tradicional de preparação do prato, onde ingredientes (muitas vezes como farinha e carne) eram esmagados em um pilão. Inicialmente, a paçoca era principalmente feita com farinha de mandioca e carne seca, sendo um alimento prático para os garimpeiros que buscavam diamantes às margens dos rios. Com o tempo, versão doce feita com amendoim, açúcar e sal foi ganhando mais espaço e notoriedade, tornando-se o doce popular que conhecemos hoje.

### Influencia africana
A culinária mineira é profundamente influenciada pela cultura africana, uma herança que se manifesta de várias maneiras. Os ingredientes típicos da culinária africana, como o quiabo, a pimenta malagueta, o dendê e o feijão preto, são amplamente utilizados na culinária mineira. Além disso, utensílios específicos, como panelas de barro e alguns podelos de pilões de madeira, são resquícios dessa herança cultural.
Pratos e doces específicos, como o cuscuz de tapioca, cocada e o doce de abóbora com coco, têm suas raízes nas técnicas e ingredientes trazidos pelos escravizados africanos. Até variações do doce de leite consumidos em minas tem influencias africanas. Pratos tradicionais afro-brasileiros, como a Rabada com Angu e o Vatapá, também se popularizaram no estado.
O reconhecimento dessa influência africana é crucial para combater a segregação e as discriminações sociais, contribuindo para a formação e preservação da nossa identidade cultural. A culinária mineira, portanto, é um reflexo da rica tapeçaria cultural do Brasil, tecida a partir de muitas influências, incluindo a africana.

## Reflexo da história de Minas Gerais
A culinária de Minas Gerais reflete um rico mosaico histórico e cultural, evidenciando influências indígenas, africanas e europeias. A fusão dessas culturas gerou uma gastronomia singular, marcada pela utilização de ingredientes locais e técnicas tradicionais, continuando a celebrar a autenticidade da culinária mineira até os dias de hoje.

### Século XVIII: O ciclo do ouro e as raízes da culinária
- Início do Ciclo do Ouro (1690s): A corrida pelo ouro em Minas Gerais atraiu uma diversidade de pessoas, levando ao desenvolvimento de pratos como o feijão-tropeiro, que mistura técnicas e ingredientes indígenas, africanos e europeus, incluindo feijão, farinha de mandioca, toucinho e carne seca.

- Agricultura local (1700s): A agricultura em Minas Gerais se concentrou em ingredientes nativos como a taioba, que se tornou um elemento essencial em diversos pratos tradicionais mineiros.

- Expansão da pecuária (1700s): A crescente população devido ao ciclo do ouro fomentou o desenvolvimento da pecuária, influenciando pratos típicos à base de carne, como o tutu de feijão e o frango com quiabo.
- Influência africana (1700s): A chegada de africanos escravizados a Minas Gerais trouxe novos ingredientes e técnicas, como o uso de dendê e quiabo, enriquecendo a culinária local com pratos como a feijoada e o frango com quiabo.

### Século XIX: Diversidade Cultural e Evolução Culinária
- Influência da Nobreza e Escravidão (1800s): A culinária mineira foi enriquecida pela chegada da nobreza portuguesa e novas levas de escravos africanos, integrando sabores e ingredientes variados, como mandioca, milho, leite e carnes.
- Movimento de Nacionalização (Final do século XIX): A culinária mineira se integrou ao conceito de comfort food e Slow Food, refletindo uma nacionalização e valorização das tradições regionais e da boa comida.
- Expansão da Agricultura (1800s): A agricultura em Minas Gerais cresceu significativamente, com a produção de alimentos como milho, feijão, arroz e mandioca se tornando fundamentais na culinária mineira.
- Desenvolvimento da Pecuária (1800s): A pecuária evoluiu, com a criação de gado leiteiro e de corte se expandindo, e produtos derivados do leite, como queijo e manteiga, se tornando comuns na culinária mineira.
- Influência dos Imigrantes (Final do século XIX): A chegada de imigrantes italianos e sírio-libaneses trouxe novas tradições culinárias, que foram incorporadas à culinária mineira, enriquecendo ainda mais sua diversidade.

### Século XX: Consolidação e Reconhecimento
- Valorização da Identidade Mineira (1900s): A culinária mineira, ao longo do século XX, passou a ser reconhecida como um símbolo de identidade cultural em Minas Gerais. Este reconhecimento se deve, em parte, às contribuições de figuras marcantes como Maria Stella Libânio Christo, Dona Lucinha e Nelsa Trombino, que se destacaram na cena gastronômica e na preservação das tradições alimentares mineiras.
- Evolução da Doçaria (1950s-1960s): A tradição dos doces em Minas Gerais, uma herança da culinária portuguesa, evoluiu durante o século XX, gerando criações próprias como o doce de leite e a goiabada com queijo, pratos que se tornaram ícones da culinária mineira.
- Diversificação e Expansão da Culinária Mineira (1960s-1990s): Durante este período, a culinária mineira começou a se diversificar e expandir além das fronteiras do estado. O aumento do turismo em Minas Gerais e a migração de mineiros para outras regiões do Brasil contribuíram para a popularização de pratos típicos, como o pão de queijo e o frango ao molho pardo, em todo o país.
- Influência da Modernização e Urbanização (1970s-1990s): A modernização e urbanização crescentes em Minas Gerais, especialmente em cidades como Belo Horizonte, levaram à abertura de restaurantes e estabelecimentos dedicados à culinária mineira e ao surgimento de pratos práticos como o CAOL, combinando tradições antigas com novas técnicas e apresentações, ajudando a moldar uma identidade culinária mineira moderna.

### Século XXI: Internacionalização e Preservação
- Reconhecimento Internacional (2000s): No século XXI, a culinária mineira alcançou reconhecimento internacional, destacando-se por sua autenticidade e riqueza cultural. Este reconhecimento é evidenciado pela valorização dos pratos típicos e pela influência da cozinha mineira no cenário gastronômico global.
- Preservação e Inovação (2010s): Movimentos de preservação das tradições culinárias convivem com inovações em Minas Gerais, destacando a adaptação de técnicas modernas e a inclusão de novos ingredientes. A culinária mineira é reconhecida como patrimônio cultural imaterial do estado, enfatizando o valor dos sistemas culinários do milho e da mandioca e promovendo ações para sua salvaguarda.
- Expansão Gastronômica e Eventos (2020s): Com o reconhecimento da cozinha mineira como patrimônio cultural, surgem diversos eventos e festivais dedicados à gastronomia mineira contemporânea, como o Festival Internacional da Cozinha Mineira Contemporânea, realizados para promover a culinária local e integrá-la à cena gastronômica mundial.
- Turismo Gastronômico e Desenvolvimento Econômico (2020s): O turismo gastronômico em Minas Gerais ganha importância estrutural na economia do estado, com a culinária mineira atraindo visitantes nacionais e internacionais e contribuindo significativamente para o emprego e a renda na região.
- Consagração Global e Premiações (2020s): Na década de 2020, a culinária de Minas Gerais alcançou um patamar de excelência reconhecido tanto nacional quanto internacionalmente. Diversos pratos mineiros receberam prêmios, consolidando a região como um dos principais destinos gastronômicos do mundo como Melhor Comida Típica do Brasil e Top 30 Melhores Comidas Típicas do Mundo, Excelência em Gastronomia Turística e até Melhores Comidas de Café da Manhã do Mundo. Esses prêmios e menções destacam a excelencia da culinária mineira, refletindo sua reputação crescente no cenário gastronômico global.

## Principais pratos da culinária mineira

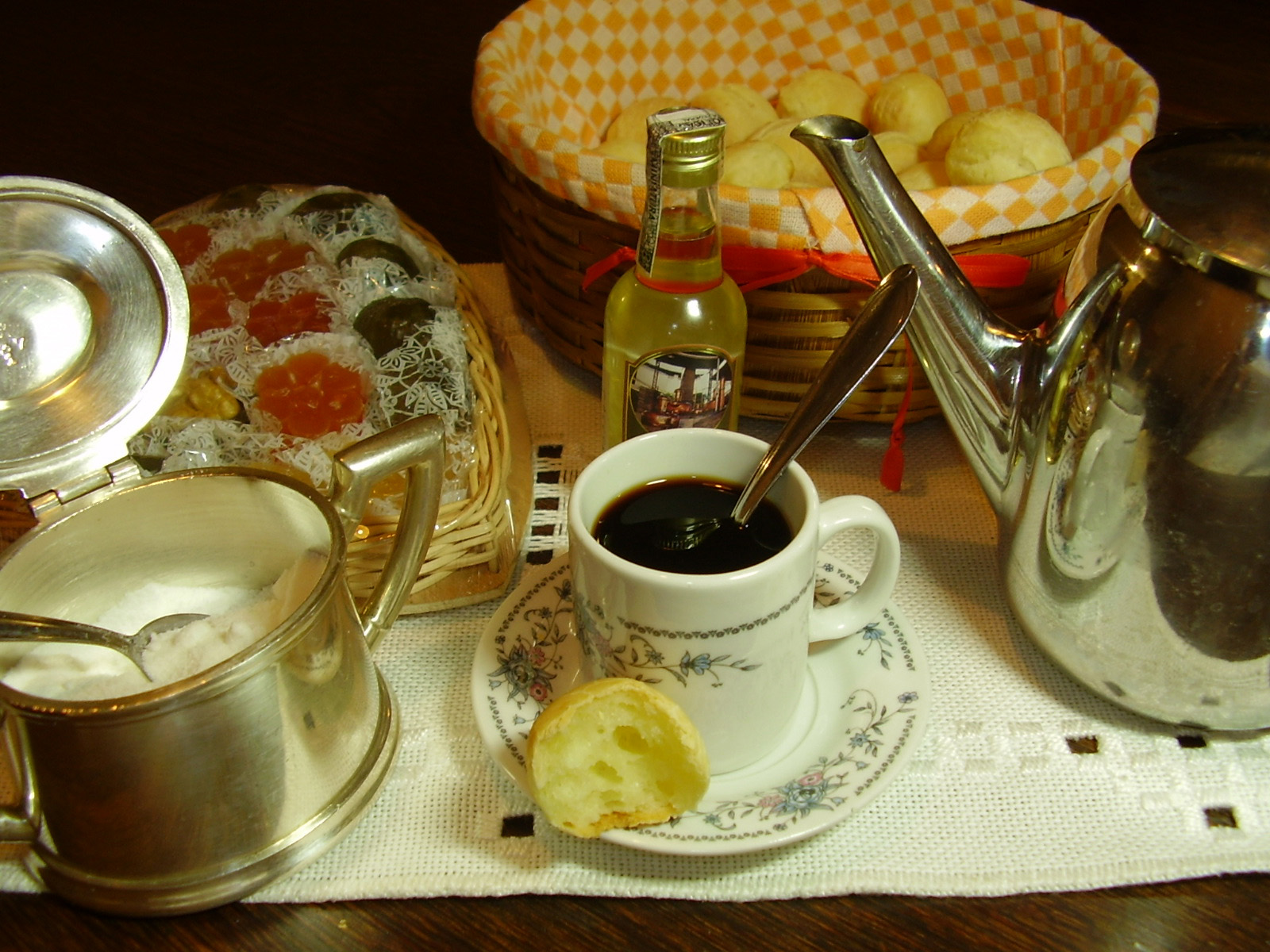
O pão de queijo é uma variação da chipa, receita sul-americana.

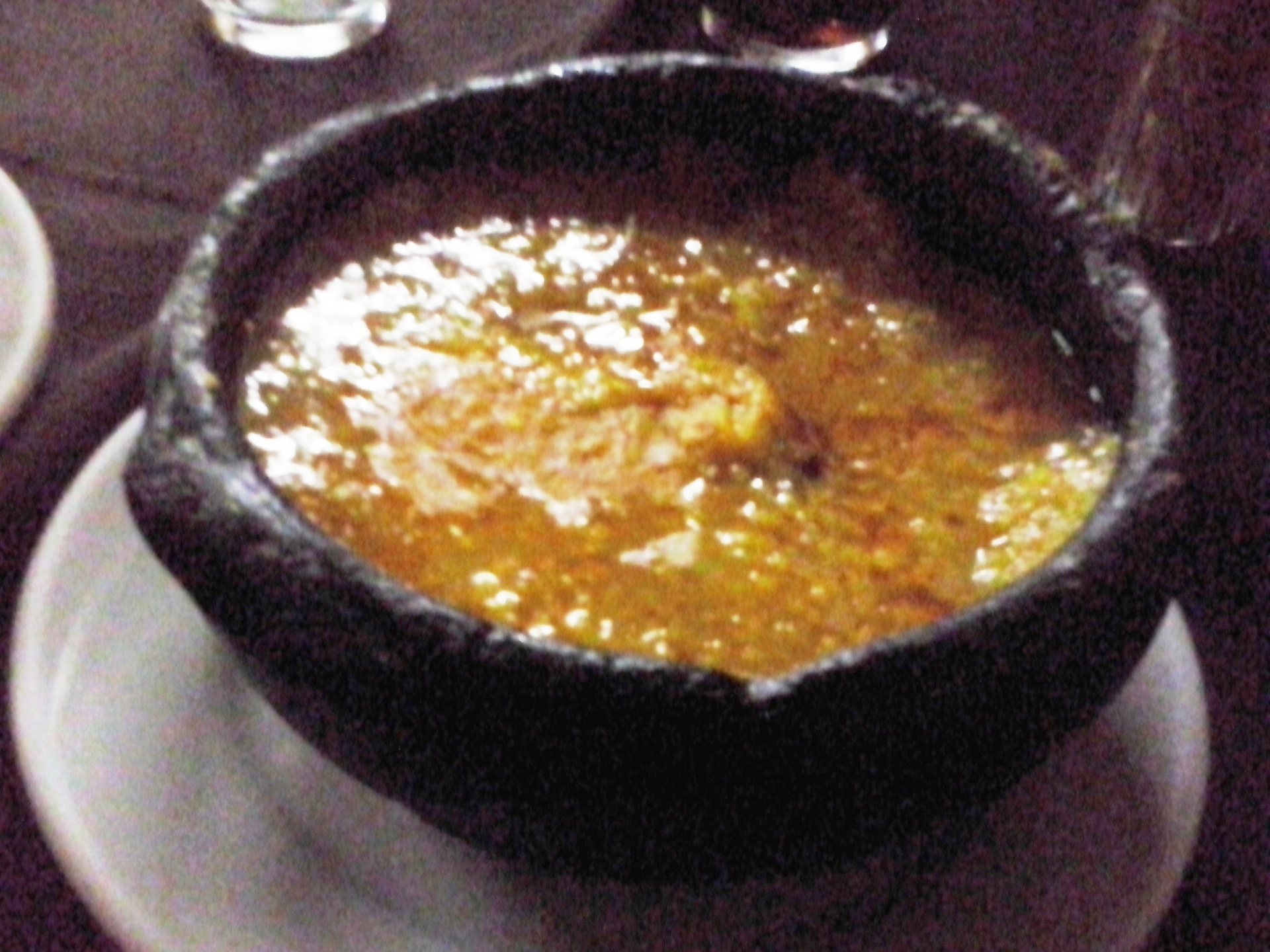
Canjiquinha servida em panela de barro.

A carne de porco é muito presente, sendo famosos o tutu com lombo de porco, a costelinha de porco e o leitão à pururuca. Também são apreciados a vaca atolada, o feijão tropeiro com torresmo a canjiquinha com carne (de boi ou porco), linguiça (importada de diferentes tradições culinárias europeias) e couve, o frango ao molho pardo com angu de fubá, o frango com quiabo ensopado e arroz com pequi (também considerado típico de Goiás). São famosos os doces mineiros, especialmente o doce de leite (importado da culinária espanhola e comum em toda a América do Sul) a goiabada (inspirada nas compotas europeias) e a paçoca. O pão de queijo, os queijos (e seu modo artesanal de preparo) e o café também estão entre as principais referências da cozinha mineira. Muitos pratos têm origens indígenas, cuja culinária era predominantemente à base de mandioca e milho e teve incremento dos costumes europeus, com a introdução dos ovos, do vinho, dos quentes e dos doces.
Destacam-se ainda:
- Queijo canastra
- Doce de abóbora
- Bolinho de mandioca frito
- Bambá de couve - caldo de carne engrossado com fubá, ovos, couve e linguiça
- Ambrosia - doce frio feito com leite, ovos, casca de limão, açúcar e canela
- Cozido à moda mineira ou panelada de campanha - feito com carne de porco e de boi e legumes
- Couve refogada - normalmente acompanha a feijoada ou o tutu
- Kaol - cachaça, arroz, ovo e linguiça;[20]
- Ora-pro-nobis - acompanha saladas ou sopas
- Quibebe
- Requeijão